# 神話 (大栗裕)
『神話』（しんわ）は、大栗裕が作曲した楽曲。

## 概要
吹奏楽版（1973年作曲）と、管弦楽版（1977年作曲）があり、前者を「吹奏楽のための神話」、後者を「管弦楽のための神話」と呼び、ともに「天の岩屋戸の物語による」という副題をもつ。「吹奏楽のための神話」は1989年に音楽之友社から出版されて以来絶版となっていたが、2013年に原典版が出版され、「管弦楽のための神話」も2016年に原典版が出版された。手書きのフルスコアは、大阪フィルハーモニー交響楽団内の「大栗文庫」所蔵。

## 基本情報

### 吹奏楽のための「神話」〜天の岩屋戸の物語による
大阪市音楽団の創立50周年を記念して作曲し、1973年9月26日に開かれた記念演奏会において永野慶作の指揮、同団の演奏により初演された。

### 管弦楽のための「神話」〜天の岩屋戸の物語による
朝比奈隆の依頼によって、1977年に上記の版を管弦楽に編曲した。1978年に朝比奈指揮、大阪フィルハーモニー交響楽団の演奏で初演された。

## 楽器編成

### 吹奏楽のための「神話」
| 木管 | 木管                 | 金管 | 金管 | 弦・打 | 弦・打                                                                                               |
| ---- | -------------------- | ---- | ---- | ------ | --- |
| Fl.  | 2, Picc.             | Tp.  | 3    | Cb.    | ● |
| Ob.  | 2                    | Hr.  | 4    | Timp.  | ● |
| Fg.  | 2                    | Tbn. | 3    | 他     | Bongo,Tam-tam,Glockenspiel, Trianglo,Conga,cymbals, Wood Block,Suspended Cymbal, Snare Drum,Maracas, |
| Cl.  | 3, E♭, Bass          | Eup. | ●    | 他     | Bongo,Tam-tam,Glockenspiel, Trianglo,Conga,cymbals, Wood Block,Suspended Cymbal, Snare Drum,Maracas, |
| Sax. | Alt. 2 Ten. 1 Bar. 1 | Tub. | ●    | 他     | Bongo,Tam-tam,Glockenspiel, Trianglo,Conga,cymbals, Wood Block,Suspended Cymbal, Snare Drum,Maracas, |

### 管弦楽のための「神話」
| 木管 | 木管     | 金管 | 金管 | 打    | 打               | 弦   | 弦 |
| ---- | -------- | ---- | ---- | ----- | ---------------- | ---- | -- |
| Fl.  | 2，Picc. | Hr.  | 4    | Timp. | ●                | Vn.1 | ●  |
| Ob.  | 2        | Trp. | 3    | 他    | 吹奏楽と同じもの | Vn.2 | ●  |
| Cl.  | 2，B.Cl  | Trb. | 3    | 他    | 吹奏楽と同じもの | Va.  | ●  |
| Fg.  | 2，Cfg.  | Tub. | 1    | 他    | 吹奏楽と同じもの | Vc.  | ●  |
| 他   |          | 他   |      | 他    | 吹奏楽と同じもの | Cb.  | ●  |

## 楽曲
演奏時間は約14分。天岩戸における「岩戸隠れ」の神話を「かなり即物的に」再現したものである。
曲はアダージョで始まり、暗い響きで、天照大神が隠れてしまったことで暗闇に包まれた世界を表わす。暗闇の中に次第に神々が集まってくると、常世長鳴鳥（とこよのながなきどり）の鳴き声が弱音器(ミュート)を付けたトランペットとコルネットのファンファーレで表現される。
打楽器のリズムを合図にテンポを上げてアレグロ・モルトとなり、天宇受売命が踊り、神々がそれをはやし立てるさまを描写する。途中に現れるアンダンテの部分は、天岩戸の中で外を気にし始めた天照大神の姿を描く。再びアレグロとなって踊りが再現されると、戸を開けてしまった天照大神は連れ出される。再びアンダンテとなると、今度は明るい響きとなり、世界が光を取り戻した情景を描いて曲を終える。

## 参考
- 大阪市音楽団『ジャパニーズ・バンド・ミュージックIV 大栗裕作品集』（東芝EMI、TOCF-6018）解説（樋口幸弘、1999年）